# Cà độc dược lùn
Cà độc dược lùn hay mạn đà la (hoa tía), tên khoa học: Datura stramonium, là loài thực vật có hoa trong họ Cà. Loài này được L. mô tả khoa học đầu tiên năm 1753.